# Kritzkow
Kritzkow ist ein Ortsteil von Laage im Landkreis Rostock in Mecklenburg-Vorpommern. In Kritzkow leben 630 Einwohner (Stand: 2011). Im Januar 2006 wurde die Aufnahme von Verhandlungen über eine Gebietsänderung beschlossen, und am 1. Juli 2006 wurde die ehemals selbständige Gemeinde Weitendorf mit den damaligen am 1. Juli 1950 nach Weitendorf eingemeindeten Orten Kritzkow und Levkendorf nach Laage eingemeindet. Letzter Bürgermeister vor der Eingemeindung war Hans-Jürgen Mank.

## Geographie
Kritzkow liegt nördlich von Güstrow und westlich der Recknitz. Mit einer Entfernung von rund 30 km zu Rostock liegt der Ort zwischen den Städten Güstrow, Schwaan und Laage. Er bildet mit Weitendorf zusammen in Laage den Ortsteil Weitendorf.

## Geschichte

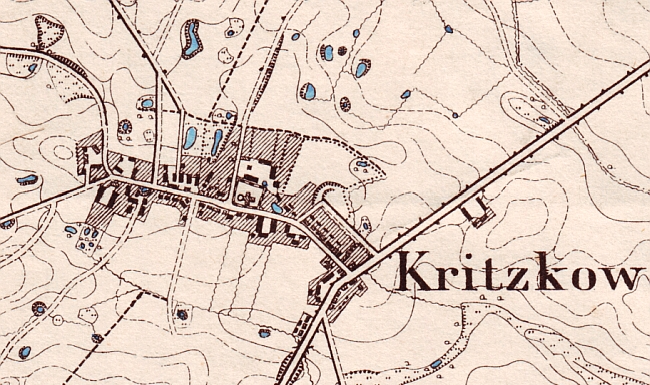
Karte des Bauernsdorfs Kritzkow aus dem Jahre 1882

Kritzkow wurde um 1270 erstmals urkundlich erwähnt.

## Politik
Nach Kommunalwahl 2019 setzt sich die Ortsteilvertretung wie folgt zusammen:
| Partei / Liste | Wählergruppe Ortsteile Laage | Die Linke | CDU    |
| -------------- | ---------------------------- | --------- | ------ |
| Sitze (2019)   | 5 (± 0)                      | 2 (+1)    | 0 (−1) |
| Sitze (2014)   | 5                            | 1         | 1      |

## Infrastruktur und Wirtschaft
Durch die günstige Infrastruktur auf Grund der Nähe zu Rostock und Güstrow, zur Bundesstraße 103 und zum Autobahnanschluss Laage an der A 19 sowie der Nähe zum Flughafen Rostock-Laage haben sich mehrere Firmen im Gewerbegebiet niedergelassen, unter anderem ein Betonwerk und ein Betrieb zur Herstellung von Dachsteinen.

## Kultur
→ Siehe Liste der Baudenkmale in Laage

### Kirche und Pfarrhof

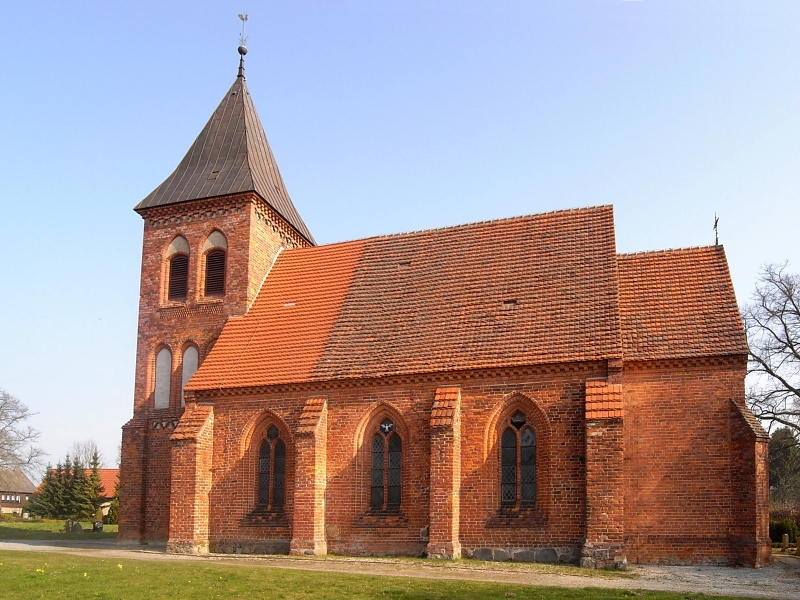
Dorfkirche Kritzkow

Die Kirche ist um 1320 als einfacher Backsteinbau errichtet worden. Unter Leitung des Baumeisters Ludwig Möckel erhielt die Kirche 1900 eine neue Gestaltung und einen Turm. Im Jugendstil gefertigt sind Altar, Kanzel und das Fenster im Altarraum. Großes handwerkliches Können zeigt eine Messing-Taufschale mit reichhaltiger Verzierung (um 1580). Das Pfarrhaus wird seit 2017 als Wohngebäude genutzt, geplant war ein Betreutes Wohnen. Die Reste der Pfarrscheune sind zur Wendezeit abgerissen worden.

### Denkmäler
- Denkmal für Fritz Reuter im Hof der ehemaligen Fritz-Reuter-Schule
- Kriegerdenkmal 1914/1918

### Schule
- 1552; einjährige Küsterschule wird urkundlich erwähnt
- Dörpstraat 29, ehemalige Schule mit Schulscheune
- ehemalige Fritz-Reuter-Schule, ehemalige Polytechnische Oberschule in der DDR; bis 2004 Grundschule mit Haupt- und Regionalschule; bis 2010 nur Grundschule[6]
- Kindertagesstätte der Volkssolidarität
- ehemalige Turnhalle, heute genutzt als Mehrzweckhalle